# La Victoria, Boyacá
La Victoria là một thị xã và đô thị ở  Departamento Boyacá, thuộc phân vùng Western Boyacá.